# スパイダルコ
スパイダルコ（Spyderco）は、アメリカ合衆国コロラド州に本社を置く大手ナイフメーカーである。主に生産しているのはフォールディング（折りたたみ）ナイフではあるが、シースナイフも生産している。

## 製品特徴について

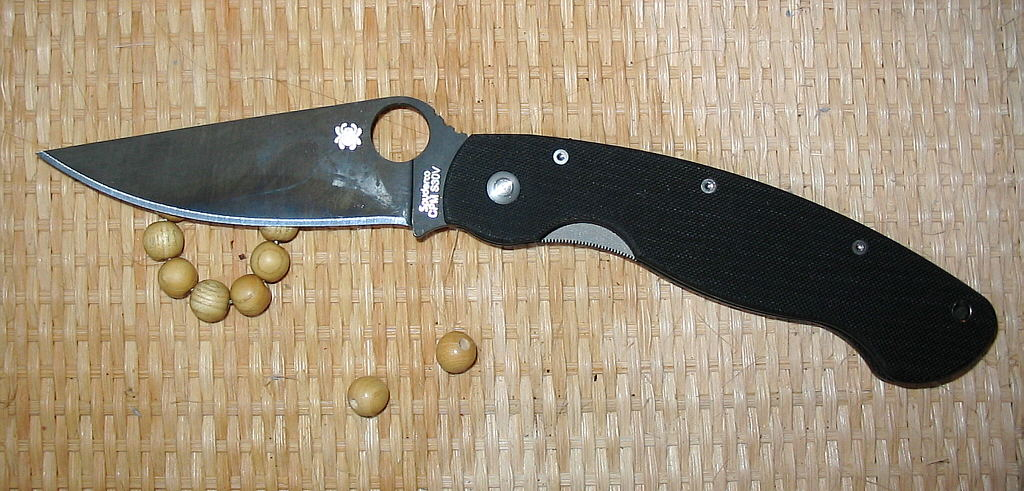
特徴的なサムホールとトレードマークを備えた製品
Spyderco Military C36GPBK

同社社長自らのデザインによるいくつかの特徴的なポイントがある。これらは登山（特にクライミングロープなどを使う本格的なクライミング）のようなプロユース分野に特化した製品も多い。実用的で比較的廉価な製品群が多いことも特徴となっている。
以下に製品のいくつかに共通する代表的な機能・形状を挙げる。
サムホール
刃の根元上部に開けられた1cmほどの穴で、片手での操作性に優れており、グローブをしたままでも比較的安全に刃を開くことが可能である。この穴を設けるために、ちょうどワニの目が頭上に飛び出しているかのように峰の部分が穴の周りだけ拡張された製品も少なくない。扱いに慣れれば一秒とかからずに片手で開けるため、片手がふさがっていることの多い登山やクライミングなどにおいて非常に便利な機能で、ほぼ全製品に採用されている。この真円状のサムホールはスパイダルコが特許を取得しており、ベルトクリップに刻印されているパテント番号はこのサムホールのものである。シースナイフでも同社製品であることを表す意匠として穴が開けられている製品も多い。
セレーション（波刃）
濡れたロープや厚手の絨毯等のような刃物一般が苦手とする繊維質の素材も容易に切断しやすいよう小波刃2:大波刃1:小波刃2のパターンで並ぶよう刃に波状の加工が施されている。この独特の鋸刃は「スパイダルコ・セレーション」とも呼ばれ、前述のサムホール同様に同社製品を象徴するものとなっている。直刃よりも切れ味は衰えにくく非常に有用な機能ではあるが、刃を研ぐ際に形状を維持するのが困難である。波刃専用砥石も販売されている。
刃の形状
セレーション（全波刃）、ハーフセレーション（半波刃）、プレーン（直刃）の三種類がある。刃側に向かって湾曲した特殊な形状のナイフもあり、幾つかのモデルでは同じシルエットでセレーションの有無が選択できるバリエーションも用意されているなど、用途に応じて使い分けられている。
ベルトクリップ
本体グリップ部分に装着されていて、モデルによってはネジ穴が数箇所設けられていて位置を変更できる。一部モデルではワイヤークリップが採用されている。

ほぼ全モデルに該当する上記の特徴の他にも以下の様な特徴がある。
フルフラットグラインド
通常ブレードの途中からグラインドがされているが、同社の一部モデルでは、ブレードバックからエッジ方向にかけて全体がグラインドされる、フルフラットグラインドが採用されている。これは工作機械の消耗が早いという加工上の欠点がある反面、通常のグラインドに比べて鋭い切れ味をもたらす。
豊富なロック形式
多くのモデルに採用されるロックバックの他にもボールベアリングロック、スライドロック、コンプレッションロック、フレームロック、スライドロック等、モデルによって非常に多くのロック形式が採用されている。
多岐に渡る鋼材・ハンドル材
同じモデルでも多様な鋼材・ハンドル材のものがある。詳しくはそれぞれ「鋼材」「ハンドル材」の項目に記載。

## 鋼材について
主にステンレス鋼を使用しており、用途・形状に合わせて使い分けられており同じシリーズ内にもさまざまな鋼材を使用したモデルが存在する。以下に代表的なものを紹介する。
- VG-10 - 日本ではV金10号と呼ばれ、武生特殊鋼材のオリジナルブランド鋼種である。しなやかな鋼材で切れ味の持続性、耐久性、強度のバランスが良く、キーホルダーサイズから中・大型ナイフまで、同社の多くのナイフに採用されている。模倣品が出ているので注意が必要。
- H-1 - 「錆びない」をテーマに開発された鋼材で、防錆性が非常に高く、海水などの影響を受けにくく錆びないとされている。
- K390 - オーストリアのBÖHLER社の粉末冶金冷間工具鋼で、多量（9%）のバナジウムを含み、非常に優れた靭性と耐摩耗性（VG10比で約1.5倍, HRC:62～64）を併せ持つ。耐食性はあまり良くない（VG10比で約半分）。
- CPM S30V - 米クルーシブルの粉末焼結ステンレス鋼で、主に米国製高価格帯モデルに採用されている。高い耐食性・耐摩耗性を持つ。
- 8Cr13MoV - 中国生産の廉価版ナイフに良く使用されるコストパフォーマンスに優れた鋼材。

一部のモデルではCPM S110V、CTS-XHP、M390、N690Co、154CM、CPM M4 等(これらに限らず更に多くの鋼種が採用されている)も採用される等、スパイダルコのナイフに使われる鋼材は多岐に渡る。一つのモデルで複数の鋼材を使用したものが存在する場合が多い。
なお、日本国内に流通している製品では過去にはZDP-189、440C、AUS-8、ATS-55、銀紙1号(GIN-1)が使用されていた（日本国外で流通している製品には現在でも使用されているものがある）。

## ハンドル材について
同社のナイフでは主に以下の素材が使われ、多くの場合ザイテルとG10である。
- ザイテル -  デュポンの開発したナイロン樹脂で、強靭で耐薬品性に優れる。主力モデルを中心に多くのモデルで採用されている。同社のザイテルハンドルは、その殆どに独特なチェッカリングが設けられている。
- G10 -  ガラス繊維にエポキシ樹脂を染み込ませて高圧圧縮したもの。軽量で耐久性があり、こちらも多くのモデルで採用されている。
- カーボンファイバー
- ステンレス - 初期の製品は全てステンレス鋼製ハンドルであったが、1991年にアメリカとスウェーデンの登山隊にエベレスト登頂用の装備としてそれぞれ採用された際にデリカ・エンデューラにザイテルが採用されて以降はポリスなど一部のモデルにのみ採用されている。
- チタン

シースナイフではマイカルタやクラトン樹脂等も採用されている。

## 製品の生産について
自社では生産施設を持たず、他社に委託して生産している。ほとんどの製品は日本（岐阜県関市）のG・サカイにて生産組み立てを行なっており、そのため日本国内ではG・サカイ製のものは比較的安価に取引されている。またかつてはモキナイフなど日本国内の別の会社で生産されているモデルもあったが、現在では行われていない。
高価格帯モデルについては米国製のものも多く存在し、それらの製品のブレード裏には「Golden Colorado U.S.A. Earth」の刻印がされている。
他に低コストなByrdシリーズを中国を拠点に生産していて、デザインなどは他と異なりサムホールが勾玉のような形状になっていたりするため見分けやすい。セレーションは採用されていないモデルがほとんどで、スパイダルコのロゴも刻まれていない。ところが、近年は中国製であっても真円のサムホールを備えた通常モデルが存在する。
また、ごく一部のモデルについてはイタリア製や台湾製も存在するが、日本国外で生産された製品で正規輸入品として日本国内で販売されるモデルは少ない。